# 潘玉良
潘玉良（1899年6月14日—1977年6月13日），原名張玉良，曾名潘世秀。祖籍江苏镇江，生於揚州。中國油畫家、雕塑家。

## 生平
潘玉良，本名張世秀，字玉良，一歲喪父，八歲喪母。13歲時被好賭的舅父賣給蕪湖妓院成为婢女。1913年蕪湖鹽督潘贊化（1885天津－1959年病逝安慶）異其才氣為她贖身，并納為妾室，證婚人是潘的同学陳獨秀。玉良婚后改姓潘，並由潘贊化親自教導讀寫，在1917年師從洪野开始学画。
1920年9月，在潘赞化的帮助下，潘玉良作为上海美术专科学校首批女学生之一，考入该校学习美术。1921年7月，潘玉良从上海美专退学，后考入里昂中法大学，成为其首批学生，此后主要使用“潘玉良”这一名字。
潘玉良在法国先后就读于里昂国立美术学校（Beaux-arts de Lyon）、巴黎国立高等美术学校（Beaux-arts de Paris），后又于1925年底考入意大利罗马国立美术学院（Accademia di Belle Arti di Roma）。1926年1月赴罗马求学，同年有中法大学同学回国，潘玉良托他们将自己留法期间所创作的数百幅作品带回国，不幸悉数毁于轮船失火。
1928年于罗马国立美术学院毕业，歸國後被上海美專校长刘海粟聘为西洋画科主任。同年11月在上海举办第一次个展——潘玉良女士留欧回国纪念绘画展览会，观者如潮，引发轰动。次年任教于南京中央大学艺术科，先是做兼任讲师，1931年7月升兼任副教授，同时兼任上海美专绘画研究所西画导师。1932年12月被中央大学聘为专任讲师，至1935年9月离任。1936年1月受聘为上海美专绘画研究所主任，至1937年辞职并赴法国游历。此后在法國居住長達四十年。
1945年3月，潘玉良全票当选为中国留法艺术学会会长。期间潘曾多次在与潘贊化及家人的通信中表示希望回国，1956年向法方申请回国时，由于法方不准她将作品带离出境而作罢。1964年，中法建交，潘玉良应邀出席中国驻法国大使馆举办的首次国庆招待会。1965年底，潘玉良在家信中表示希望长孙潘忠丘来法国帮助整理作品准备回国，后因国内爆发文革及身体原因未能遂愿。旅法期间，潘玉良曾多次在法举办画展，并携作品到英国、美国等地展出。她还多次受到法国政府及有关机构的表彰。她一直未入法国国籍。
1977年6月13日，潘玉良逝世於巴黎。7月22日举行葬礼，葬於巴黎蒙帕纳斯公墓（Cimetière Montparnasse）的第七墓區。潘玉良临终前曾嘱咐友人王守义一定要将她的作品全部运回中国。这一遗愿得以实现，其留下的几千件作品现大部分收藏在安徽省博物馆及台北國立歷史博物館。

## 艺术事业

潘玉良繪裸女圖

潘玉良的艺术风格在西方与东方、传统与现代、大男子主义和新兴女权主义的共存和冲突之中发展而来。
从1929年到1936年，她在中国一共举办了5次个人展览。她的作品遭受到政府官员和保守派评论家的强烈批评，其中一个原因是她画作中经常使用裸体模特。尽管如此，她还是跟当时的女性画家关紫兰一起，成为在民国时期非常受欢迎的艺术家。

## 影視作品
| 年份   | 影視作品   | 演員               |
| 電影   |            |                    |
| 1994年 | 《畫魂》   | 由鞏俐飾演潘玉良   |
| 電視劇 |            |                    |
| 1990年 | 《潘玉良》 | 由鄭振瑤飾演潘玉良 |
| 2003年 | 《畫魂》   | 由李嘉欣飾演潘玉良 |

## 释
1. ↑  据学者董松考证，关于潘玉良生于1899年的说法来源于其在蒙帕纳斯公墓墓碑上所刻的生卒年份，这是她在1924年报考巴黎国立高等美术学校时，为了满足学校规定的入学年龄“23－25岁之间”而改小了自己的年龄。一說一八九五年六月十四日生於揚州。[1]
2. ↑  有很多资料将潘玉良去世的时间误作7月22日，但这实际上是她下葬的日期。